# Psenes sio
Psenes sio är en fiskart som beskrevs av Haedrich, 1970. Psenes sio ingår i släktet Psenes och familjen Nomeidae. IUCN kategoriserar arten globalt som livskraftig. Inga underarter finns listade i Catalogue of Life.